# غارنيت الإتريوم والحديد

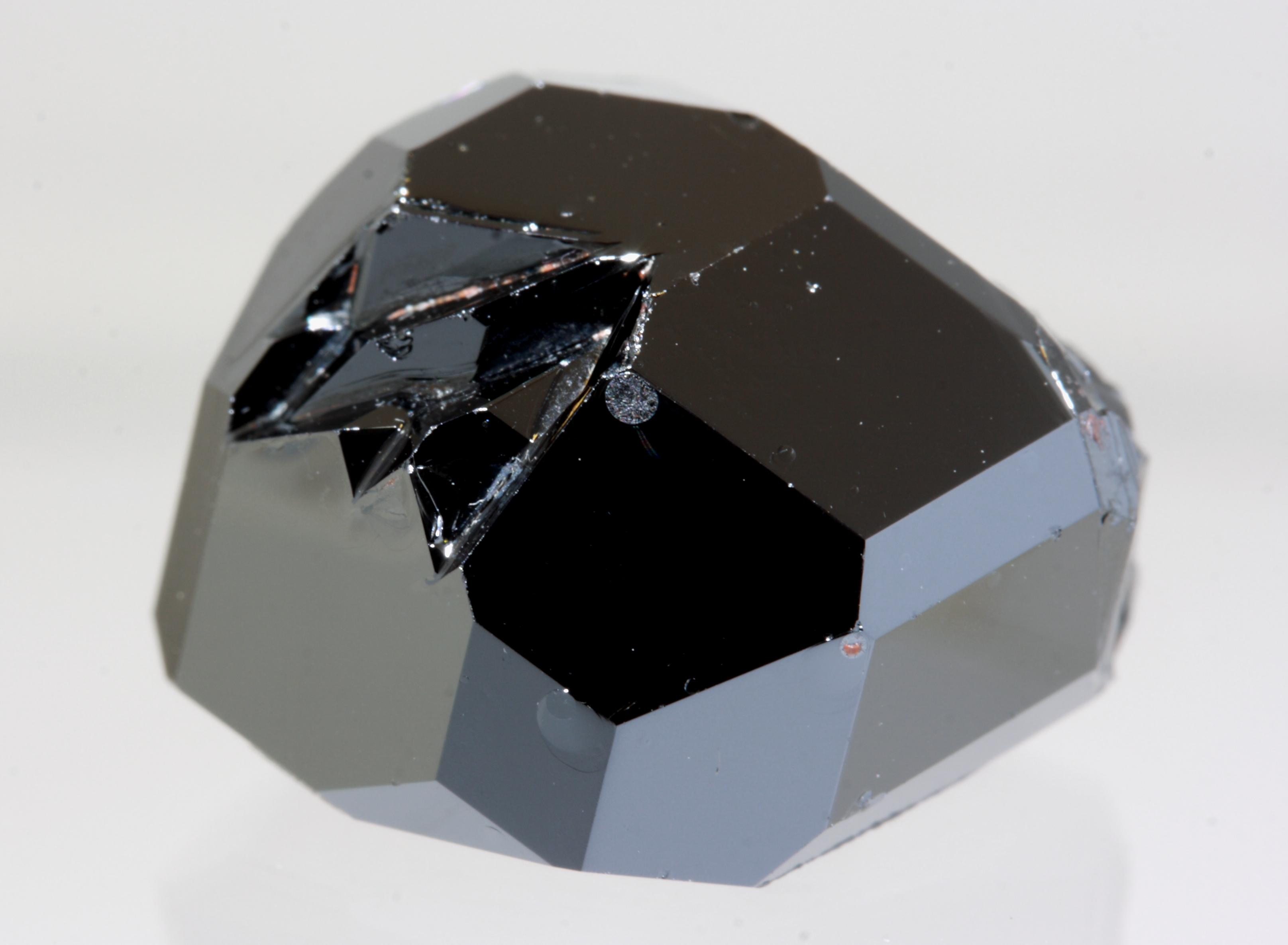
بلورة مفردة من غارنيت الإتريوم والحديد

غارنيت الإتريوم والحديد (يرمز له اختصاراً YIG) هو غارنيت اصطناعي له الصيغة الكيميائية Y3Fe2(FeO4)3، والتي يمكن كتابتها أيضاً على الشكل:Y3Fe5O12.

## الخواص
لهذه المادة خواص مغناطيسية فريتية؛ وتبلغ قيمة درجة حرارة كوري 560 كلفن.

## التطبيقات
بسبب خواص غارنيت الإتريوم والحديد المميزة فهو يستخدم على شكل مرشح إلكتروني للموجات المكروئية (ميكرويف)؛ ووجد أن التآثر المغناطيسي أكثر تعقيداً مما كان يعتقد في السابق.
كما لغارنيت الحديد والإتريوم YIG كفاءة مرتفعة أيضاً على هيئة جهاز إرسال ومحول للإشارات الصوتية.